# Рафаель Анхель Кальдерон Ґвардія
Рафаель Анхель Кальдерон Ґвардія (ісп. Rafael Ángel Calderón Guardia; 8 березня 1900 — 9 червня 1970) — костариканський політик, двадцять шостий президент Коста-Рики.

## Біографія
Здобув медичну освіту. Потім навчався в Коста-Риці та Бельгії (Лувенський і Брюссельський університети), де познайомився з Івонн Клейс Сполдерс, яка 1927 року стала його дружиною.
Від 1935 до 1937 року обіймав посаду заступника, а від 1938 до 1939 — голови Конгресу Коста-Рики. Очолював ліберальну Національно-республіканську партію, якій були близькими ідеї християнської демократії та християнського соціалізму.
За часів свого перебування на посаді президента в рамках «нової соціальної політики» провів цілу низку прогресивних заходів: запровадив систему соціального страхування (1941), Кодекс законів про працю (1943). Окрім того, він оновив конституцію країни, до якої було включено статті про соціальні гарантії, про можливість створення профспілок, проведення страйків, про мінімальну зарплатню, про допуск неписемних до голосування тощо. Сприяв відновленню Університету Коста-Рики (1940), був деканом його медичного факультету. Оголосив війну країнам Осі.
1948 висував свою кандидатуру на другий термін, однак програв вибори. 1949 року був заарештований, 1951 втік до Мексики. За допомогою диктатора Нікарагуа Сомоси 1955 року спробував організувати військове вторгнення до Коста-Рики. Повернувся на батьківщину 1958 року, після того, як очолювана ним Національна республіканська партія здобула на виборах значну кількість голосів.
1966 року був призначений на посаду посла Коста-Рики в Мексиці.

## Родина
1927 року одружився з Івонн Клейс Сполдерс. Вона активно допомагала чоловікові в державних справах, 1940 року була перекладачем на зустрічі Кальдерона та президента США Франкліна Рузвельта, а надалі стала дипломатом.
Син Кальдерона, Рафаель Анхель, був президентом Коста-Рики у 1990—1994 роках.
Старша дочка, Алехандра, стала лівою активісткою та загинула 1979 року в результаті автомобільної аварії. Молодша дочка, Марія дель Росаріо — педагогиня й авторка книжок.